# Harlow Rothert
Harlow Rothert   (comtat de Jasper, 1 d'abril de 1908 - Menlo Park, 13 d'agost de 1997) va ser un atleta estatunidenc, especialista en el llançament de pes, que va competir durant les dècades de 1920 i 1930.
Rothert va estudiar a la Universitat Stanford, on va jugar a bàsquet i futbol americà i practicà l'atletisme. Va ser en aquest darrer esport, i especialment en el llançament de pes, on més va destacar, amb tres campionats de l'NCAA i el rècord mundial de l'especialitat el 1930. Va prendre part en dues edicions dels Jocs Olímpics, el 1928, a Amsterdam, on fou setè en la prova del llançament de pes, i el 1932, on guanyà la medalla de plata en la mateixa prova.
Rothert es va graduar en dret el 1937. Va ser advocat especialitzat en dret civil. Durant la Segona Guerra Mundial va passar dos anys al Cos de Marines.

## Millors marques
- Llançament de pes. 15,88 metres (1930)[1][2]